# باشگاه فوتبال بزیلدون یونایتد
باشگاه فوتبال بزیلدون یونایتد (به انگلیسی: Basildon United Football Club) یک باشگاه فوتبال در شهر بزیلدون، کشور انگلستان است که در سال ۱۹۶۷ میلادی تأسیس شده‌است.